# Nils Puriņš
Nils Toms Puriņš (* 1. August 1998 in Jūrmala) ist ein lettischer Fußballtorhüter, der beim Riga FC in der Virslīga unter Vertrag steht.

## Karriere

### Verein
Nils Puriņš begann im Alter von sechs Jahren in der Jugendakademie von Skonto Riga zu spielen. Erst ab dem Alter von 16 Jahren spielte Puriņš als Torhüter. Im Dezember 2016 ging der Verein von Skonto Riga bankrott und wurde aufgelöst. Puriņš wechselte daraufhin zum FK Jelgava. Im Jahr 2018 wechselte er zum Riga FC. Sein Debüt in der Virslīga gab er am 14. April 2019 gegen den FK Ventspils. Er war in den folgenden Jahren stets zweiter Torhüter hinter Roberts Ozols und feierte als Ersatztorhüter zahlreiche Titel mit dem Verein aus Riga darunter die Lettische Meisterschaft und den Pokal. Ab dem Jahr 2022 festigte er sich in der Rolle der Nummer eins des Hauptstadtklubs. In der folge verließ Ozols den Verein, nachdem sich Puriņš als Stammtorhüter etabliert hatte.

### Nationalmannschaft
Nils Puriņš debütierte im Jahr 2013 in der lettischen U-16-Auswahl. Ab 2014 spielte er in der U17 und später in der U19. Nach drei Jahren Pause im Nationaltrikot, wurde er erstmals im Jahr 2019 in der U21 eingesetzt. Sein Debüt in der lettischen A-Nationalmannschaft gab er im Juni 2023, als er das Tor im Spiel gegen die Türkei bei einer 2:3-Niederlage in der Qualifikation für die Europameisterschaft 2024 hütete.

## Erfolge
mit dem Riga FC:
- Lettischer Meister: 2018, 2019, 2020
- Lettischer Pokalsieger: 2018, 2023